# I'll Be Your Mirror
I'll Be Your Mirror è un brano musicale dei The Velvet Underground, registrato nel 1966 e pubblicato l'anno dopo nell'LP d'esordio del gruppo The Velvet Underground & Nico.

## Il brano
Scritto da Lou Reed, occupa la posizione numero nove del disco. Su vinile corrispondeva alla terza traccia del lato B. 
Fu pubblicato come singolo nel 1966 insieme ad All Tomorrow's Parties, entrambe cantate da Nico.
Il tema musicale si presenta come una ballata romantica.

## Interpretazioni
Secondo la biografia su Lou Reed di Victor Bockris, durante uno spettacolo del 1965 Nico si avvicinò a Reed dicendogli: «Oh Lou, sarò il tuo specchio».
Daniele Federici, fondatore del sito LouReed.it e del rispettivo Fan Club Italiano, descrive I'll be your Mirror come canzone dedicata a Shelley Albin, primo amore giovanile di Lou Reed e offre, in riferimento al testo, la seguente interpretazione:
«La dichiarazione del titolo di "essere lo specchio" di qualcuno non lascia dubbi sulla ricerca dell'unione affettiva perfetta in cui specchiarsi»
e ancora:
«Attraverso l'uso di alcuni contrasti (occhi/cecità, luce/notte) si delinea un Lou dall'atteggiamento protettivo e a tratti prepotentemente presuntuoso[...]. Le promesse del titolo sono tradite dalla presunzione di essere i veri occhi e dalla trasformazione della ragazza in un riflesso che non può vedere.»
Jon Savage, giornalista musicale e biografo del Punk Rock e dei Sex Pistols, descrive I'll Be Your Mirror come netto rimando alla Pop Art di Andy Warhol citando l'importanza degli specchi:
«[...]I'll be your mirror catturava una sottostante dinamica di quel periodo.[...] L'arte di Warhol negli anni '60, in particolare i dipinti e le serigrafie, rispecchiava agli occhi dell'America i valori dominanti della sua società.[...] Così come lo specchio lavora con la psicologia, la risposta a tali opere - che non forniscono indizi - varia a seconda dello stato d'animo e del temperamento individuali.»
Nel dettaglio, Savage mette a confronto gli "Specchi" che dominano l'arte Warholiana: 
"L'enorme palla a specchi della Factory, la lamina argentata con cui Billy Name ne ricoprì le pareti, la parole del motivo più sibilino dei Velvet."

## Registrazione
Il brano venne registrato negli Scepter Studios di New York.
La session per la registrazione di I'll Be Your Mirror risultò faticosa per Nico che, a dispetto di una ricercata voce sottile e delicata, continuava ad incidere le diverse take con forte timbro germanico. Sterling Morrison racconta così l'episodio:
«Continuava a cantare I'll Be Your Mirror con voce stridula. Insoddisfatti, insistemmo perché provasse e riprovasse numerose volte, finché crollò e scoppiò in lacrime. A quel punto dicemmo: "oh, provaci solo ancora una volta e poi chi se ne fotte... se non funziona questa volta non lo facciamo più. Nico si mise a sedere e la eseguì in maniera assolutamente perfetta."»
Andy Warhol suggerì che il disco prevedesse "un'apposita crepa che lo facesse saltare ripetendo I'll be your mirror senza fermarsi mai, finché non si sollevava la puntina del giradischi". L'idea fu poi scartata in fase di registrazione.
Norman Dolph, tecnico di studio durante le registrazioni, dichiarò essere la sua preferita nell'album.

## Partecipanti
- Nico - voce
- Lou Reed - chitarra, voce di sottofondo
- John Cale - basso
- Sterling Morrison - chitarra ritmica, voce di sottofondo
- Maureen Tucker - percussioni

## Versioni Alternative

### Scepter Studios, Aprile 1966
Versioni alternative del brano si trovano sull'acetato tagliato e andato perduto (poi recuperato nel settembre 2002). In questa versione la voce di Nico risulta più aggressiva. Alla fine del secondo verso Nico canta "to show that you're home" invece di "so you won't be afraid". Le voci di sottofondo che recitano "reflect what you are" sono quasi cancellate dal volume ben più alto delle chitarre.

### Versione Singolo, Luglio 1966
Una versione singolo su 45 giri venne pubblicata insieme ad All Tomorrow's Parties. Il singolo è quasi identico alla versione dell'album pubblicato l'anno seguente. Il volume a fine traccia non si cala gradualmente ed è sostituito da un accordo di chitarra conclusivo di pochi secondi. Il singolo divenne pubblico con la Deluxe Edition dell'album stesso.